# First Meeting: Live in London, Volume 1
First Meeting: Live in London, Volume 1 ist ein Jazzalbum von Lee Konitz, Dan Tepfer, Michael Janisch und Jeff Williams. Die am 19. und 20. Mai 2010 im Pizza Express Jazz Club in Soho, London entstandenen Aufnahmen erschienen am 9. Juni 2014 auf Janischs Label Whirlwind Recordings.

## Hintergrund
Der amerikanische Bassist Michael Janisch ist um 2004 nach Großbritannien gezogen. Seitdem hat er sich als Bandleader, Komponist, Lehrer, Promoter und Produzent in der internationalen Szene betätigt und 2010 das unabhängige Label Whirlwind Recordings gegründet. Janisch trat ab 2007 gelegentlich im Londoner Pizza Express Jazz Club auf und kuratierte dort zwischen September 2009 und November 2011 eine monatliche Reihe, in der Instrumentalisten wie Mark Turner, Tim Warfield und Till Brönner vorgestellt und manchmal aufgenommen wurden. First Meeting: Live in London, Volume 1 ist der Mitschnitt eines Auftritts des Saxophonisten Lee Konitz für zwei Nächte im Mai 2010 zusammen mit dem amerikanischen Landsmann Jeff Williams am Schlagzeug und dem in Paris geborenen Pianisten Dan Tepfer. Wie der Titel schon sagt, haben die Teilnehmer zum ersten Mal als Quartett zusammengearbeitet.
Ohne Probe oder Plan hatte jeder in der technisch führerlosen Gruppe die Freiheit, Melodien zu beginnen, sie nach Belieben zu entwickeln und tatsächlich zu entscheiden, ob er überhaupt spielen wollte oder nicht, schrieb Andy Boeckstaens. In diesem Fall wird die Hälfte der acht Stücke von Konitz initiiert und vier als Duett oder Trio. Giant Steps etwa – ohne Konitz – enthält umfangreiche Soli für Klavier und Bass, während Body and Soul von Tepfer und Konitz als Duett gespielt wurde.

## Titelliste

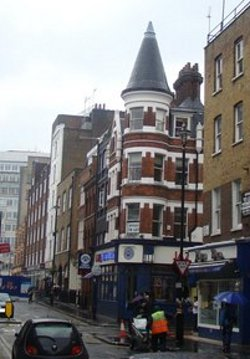
Eingang zum Pizza Express Jazz Club in London (2013)

- Lee Konitz, Dan Tepfer, Michael Janisch, Jeff Williams: First Meeting: Live in London, Volume 1 (Whirlwind Recordings, WR 4638)[2]
  1. Billie’s Bounce, 9:20  – Michael Janisch / Lee Konitz / Dan Tepfer / Jeff Williams
  2. All the Things You Are, 10:00 – Michael Janisch / Lee Konitz / Jeff Williams
  3. Stella by Starlight, 9:57 – Michael Janisch / Lee Konitz / Dan Tepfer / Jeff Williams
  4. Giant Steps, 11:37 –  Michael Janisch / Dan Tepfer / Jeff Williams
  5. Body & Soul, 5:03 –  Lee Konitz / Dan Tepfer
  6. Alone Together, 14:08 – Michael Janisch / Lee Konitz / Dan Tepfer / Jeff Williams
  7. Subconscious Lee, 6:08 – Michael Janisch / Lee Konitz / Dan Tepfer / Jeff Williams
  8. Outro (Sweet & Lovely), 1:55 – Lee Konitz / Jeff Williams

## Rezeption
Nach Ansicht von Andy Boeckstaens, der das Album für London Jazz News rezensierte, ist das Resultat ein gemeinsamer Erfolg, aber die Anwesenheit von Konitz wird für viele Hörer die Hauptattraktion sein, und er mache den Unterschied in diesem wunderbaren Album aus. „Seine Ausdrucksweise ist bemerkenswert widerstandsfähig gegen das Vergehen der Jahre, und was noch wichtiger ist, niemand auf der Welt klingt im entferntesten so wie er.“

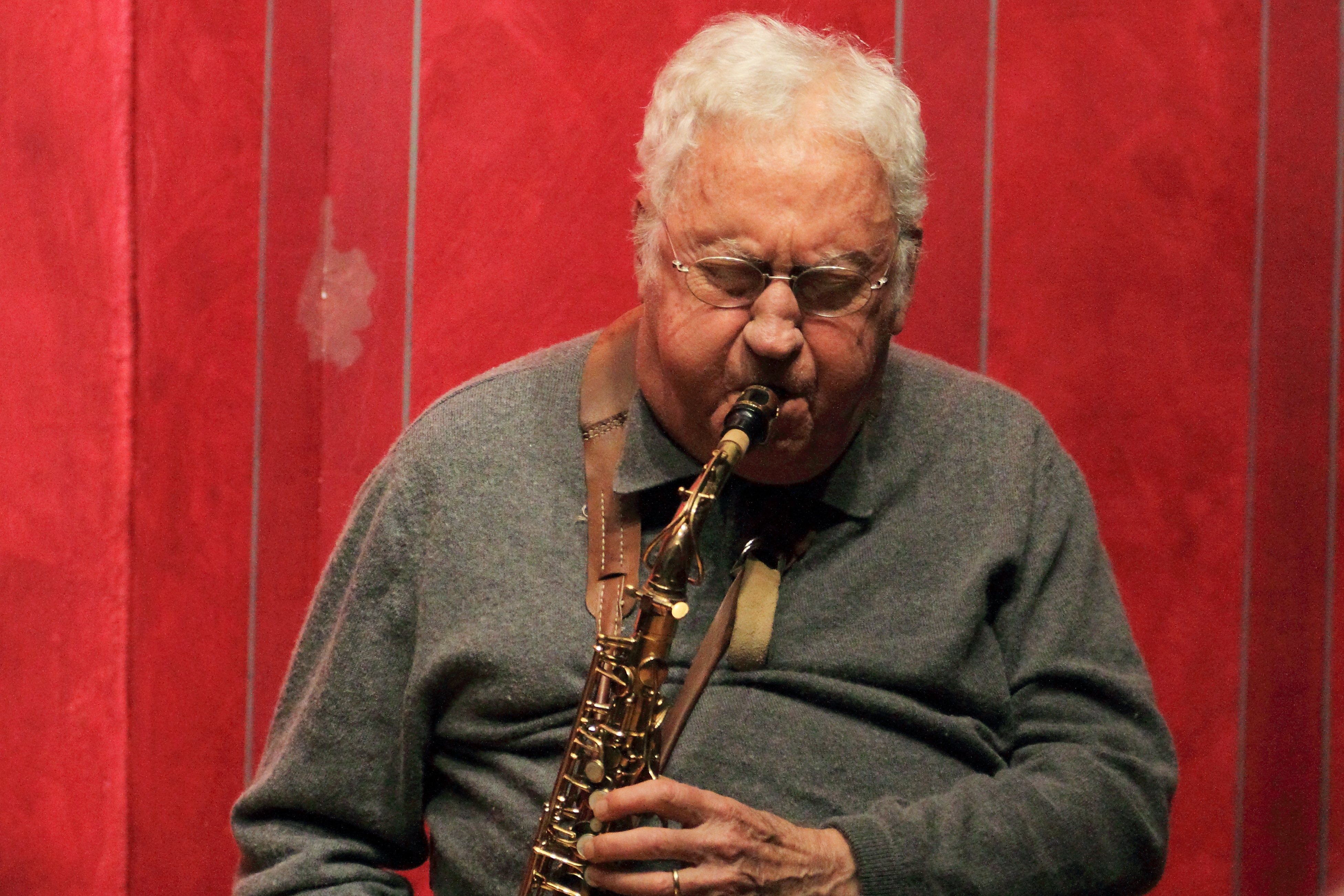
Lee Konitz bei einem Auftritt in Bad Mergentheim 2015

David Whiteis schrieb in JazzTimes, trotz seines Rufs für „Trockenheit“ und „Hirnlastigkeit“ zeige Konitz hier einen ausgeprägten Sinn für Humor und agiere unerbittlich aggressiv. Ein typisches Beispiel sei „Billie’s Bounce“, der Eröffnungstitel; wo er nicht ablasse: „Er lauert, taumelt, duckt sich, bricht in schnelles Galoppieren aus und ziehe sich dann mit katzenartiger Anmut zurück. In der Zwischenzeit weicht Tepfer selten radikal von kanonischen Konstrukten ab, als ob er entschlossen wäre, Ballast für die freien Ausflugsabenteuer der anderen bereitzustellen. Er wechselt jedoch mit dem Bassisten Janisch die rhythmischen Low-End-Aufgaben ab und gibt Janisch so die Möglichkeit, ausgedehnte Exkursionen zu unternehmen, je nach Stimmung. Die kollektive Improvisation ist natürlich die Essenz der Musik, die diese Männer machen.“ Trotz Konitz’ stachligem Humor und entschlossenem Mangel an Sentimentalität sei durchweg eine wahre Wärme, sogar eine Intimität zu spüren, meint Whiteis. „Hier sind vier freiheitsgebundene Entdecker, die sich treffen und verschmelzen, jedoch weder ihre Identität noch ihre Unabhängigkeit gefährden und Musik schaffen, die ihre individuellen Gaben sowohl manifestiert als auch übersteigt.“
John Fordham vergab an das Album im Guardian vier Sterne und meinte, John Zorn habe den damals 86-jährigen Saxophonisten Lee Konitz als „brillanten, abenteuerlustigen und originellen“ Jazzimprovisator beschrieben, und es gebe viele Beweise dafür in diesem oft faszinierenden Improvisationsset. Tepfer, Janisch und Williams bildeten für sich genommen ein hervorragendes Klaviertrio, und Konitz greife ihre Vorschläge auf und liefere seine eigenen mit seinen charakteristisch intelligenten Bebop-Figuren und dem zusammenzuckenden, süß-sauren Höhenklang. Die Band sei subtil mit einem treibenden, unruhig swingenden All the Things You Are verflochten, während das luxuriös nachdrückliche Bass-Intro zu Alone Together an Janischs Musikalität und Kraft erinnere; Konitz’ Erkennungsmelodie Subconscious Lee sei hier ein schnelles und erfinderisches Ensemble-Gespräch.